# Щедриця
42°53′ пн. ш. 17°41′ сх. д. / 42.89° пн. ш. 17.68° сх. д.
Щедриця (хорв. Štedrica) — населений пункт у Хорватії, в Дубровницько-Неретванській жупанії у складі громади Дубровачко Примор'є.

## Населення
Населення за даними перепису 2011 року становило 58 осіб.
Динаміка чисельності населення поселення: